# سيمون بيتر ولفيرتون
سيمون بيتر ولفيرتون هو محامي وسياسي أمريكي، ولد في 28 يناير 1837 في Rush Township, Northumberland County, Pennsylvania ‏ في الولايات المتحدة، وتوفي في 25 أكتوبر 1910. نشط حزبياً في الحزب الديمقراطي. وقد انتخب عضو مجلس نواب بنسيلفانيا ‏ وانتخب عضو مجلس النواب الأمريكي ‏.